# Hiroshi Soejima
Hiroshi Soejima (Kawasoe (avui Saga), Prefectura de Saga, Japó, 26 de juliol de 1959) és un exfutbolista i entrenador de futbol japonès.

## Selecció japonesa
Hiroshi Soejima va disputar 3 partits amb la selecció japonesa.